# Literatura słowacka
Literatura słowacka

## Średniowiecze
Do upadku państwa wielkomorawskiego na ziemiach słowackich uprawiana była literatura w języku starosłowiańskim zapoczątkowana przez misję chrystianizacyjną Cyryla i Metodego. Od tego czasu aż do XV wieku w powszechnym użyciu była literatura węgierska i czeska, zwłaszcza łacińska. Pierwszym utworem literackim dotyczącym ziem słowackich, okolic miast Nitra i Trenczyn, była tzw. legenda Maurusa (słow. Maurova legenda), czyli Żywot świętych pustelników: Świerada, czyli Andrzeja i Benedytka (łac. Vitae Sanctorum Zoerardi seu Andreas et Benedicti eremitarum).
Po najazdach mongolskich część słowackich miast objęta została kolonizacją na prawie niemieckim. Napływ ludności niemieckiej doprowadził do antagonizmów z ludnością miejscową, wśród której zaczęło rozpowszechniać się pisarstwo w języku narodowym. Jednocześnie brak ośrodka literackiego i funkcjonowanie licznych dialektów skłoniły Słowaków do używania języka czeskiego, którego forma literacka była już rozwinięta. Na rozpowszechnienie czeszczyzny wśród Słowaków wpływ miała m.in. popularyzacja husytyzmu. Z XIV w. pochodzą stworzone na Słowacji w języku czeskim poezje o charakterze religijnym: O wierni chrześcijanie (cz. Ó, verný kresťane) oraz powstałe w 1380 Mario, Matko, racz prosić o to (cz. Mária, matko, ráč prositi za to). Wpływy języka polskiego widoczne są w powstałych w 1480 Modlitwach spiskich (cz. Spišské modlitby). Do innego zabytku literatury z tamtego okresu należy powstała w 1457 poezja o tematyce miłosnej O, miła panno... (cz. Ó, milá panna...) spisana przez Leonarda z Uničova. W tych utworach, pisanych w języku czeskim, widoczne były wpływy języka słowackiego.

## Humanizm renesansowy
- Martin Rakovský
- Jakub Jakobeus
- Juraj Tranovský
- Pavel Kyrmezer
- Izák Abrahamides

## Barok
- Matej Bel
- Hugolín Gavlovič

## Oświecenieiklasycyzm
- Adam František Kollár
- Anton Bernolák
- Jozef Ignác Bajza
- Juraj Fándly
- Pavol Jozef Šafárik
- Ján Kollár
- Ján Chalupka

Zabytkiem literatury słowackiej powstałym w połowie XVIII wieku jest Biblia kamedulska.

## Romantyzm
- Ľudovít Štúr
- Samo Chalupka
- Janko Kráľ
- Jozef Miloslav Hurban
- Andrej Sládkovič
- Ján Botto

## Pierwsza falarealizmu
- Pavol Országh Hviezdoslav
- Svetozár Hurban-Vajanský
- Martin Kukučín
- Karol Zechenter

## Druga falarealizmu
- Timrava
- Jozef Gregor Tajovský
- Ľudmila Podjavorinská

## Poezjaokresu międzywojennego
- Martin Rázus
- Emil Boleslav Lukáč
- Ján Smrek
- Laco Novomeský
- Rudolf Fabry
- Valentín Beniak

## Trzecia falarealizmu
- Ladislav Nádaši-Jégé
- Janko Jesenský
- Jozef Cíger Hronský
- Milo Urban
- Peter Jilemnický

## Naturyzm
- Margita Figuli
- Ľudo Ondrejov
- Dobroslav Chrobák
- František Švantner

## Poezjapo drugiej wojnie światowej
- Ján Kostra
- Vojtech Mihálik
- Milan Rúfus
- Miroslav Válek
- Ľubomír Feldek
- František Andraščík

## Prozapo drugiej wojnie światowej
- Vladimír Mináč
- Rudolf Jašík
- Ladislav Mňačko
- František Hečko
- Dominik Tatarka
- Peter Jaroš
- Vincent Šikula
- Etela Farkašová
- Gorazd Zvonický

## Postmodernizm
- Rudolf Sloboda
- Ján Johanides
- Dušan Mitana
- Dušan Dušek
- Pavel Vilikovský

## Dramatdwudziestowieczny
- Ivan Stodola
- Július Barč-Ivan
- Peter Zvon
- Štefan Králik
- Ivan Bukovčan
- Peter Karvaš
- Milan Lasica
- Július Satinský
- Viliam Klimáček

## Współcześni prozaicy (po 1995)
- Radoslav Rochallyi (* 1980)
- Roman Brat (* 1957)
- Radovan Brenkus (* 1974)
- Ďuro Červenák (* 1974)
- Dominik Dán (* 1955)
- Marián Grupač (* 1973)
- Michal Habaj (* 1974)
- Peter Holka (* 1950)
- Tomáš Horváth
- Michal Hvorecký (* 1976)
- Daniela Kapitáňová (* 1956)
- Martin Kasarda (* 1968)
- Táňa Keleová-Vasilková (* 1964)
- Márius Kopcsay (* 1968)
- Adriana Krúpová (* 1962)
- Juraj Kuniak (* 1955)
- Maxim E. Matkin (?)
- Petra Nagyová-Džerengová (* 1972)
- Igor Otčenáš (* 1956)
- Alexandra Pavelková (* 1966)
- Peter Pišťanek (* 1960)
- Ján Šimulčík (* 1970)
- Dušan Taragel (* 1961)
- Martin Vlado (* 1959)
- Milan Zelinka

## Poezja współczesna
- grupa poetycka Samotni biegacze